# هوستیتیتسه
هوستیتیتسه (به چکی: Hostětice) یک منطقهٔ مسکونی در جمهوری چک است که در ناحیه ییهلاوا واقع شده‌است. هوستیتیتسه ۴٫۴۹ کیلومتر مربع مساحت و ۱۲۹ نفر جمعیت دارد و ۵۸۳ متر بالاتر از سطح دریا واقع شده‌است.